# Ragnar Fogelmark
Karl Algot Ragnar Fogelmark (ur. 15 marca 1888, zm. 20 września 1914) – szwedzki zapaśnik walczący w stylu klasycznym. Olimpijczyk z Sztokholmu 1912, gdzie zajął dziewiętnaste miejsce w wadze półciężkiej.

## Letnie Igrzyska Olimpijskie 1912
| Konkurencja            | Rundy eliminacyjne   | Rundy eliminacyjne       | Klas. końcowa |
| Konkurencja            | Przeciwnik I         | Przeciwnik II            | Miejsce       |
| ---------------------- | -------------------- | ------------------------ | ------------- |
| 82,5 kg styl klasyczny | Jussi Salila (FIN) P | Johannes Eriksen (DEN) P | 19.           |